# 한국독립야구연맹
한국독립야구연맹 (Korean Independent Baseball Association, KIBA)/코리아 드림 리그(Korea Dream League, KDL)를 총괄하는 기구로, 2017년 1월 15일 창설되었다.

## 역대 총재
| 구분 | 이름   | 재임 기간         |
| ---- | ------ | ----------------- |
| 초대 | 이준석 | 2017년 11월 1일 ~ |

## 역대 위원장
- 김인식

## 역대 사무총장
- 최익성

## 주요 활동
- 한국 독립 야구 관리, 통괄

## 같이 보기
- 코리아 드림 리그
- 한국야구독립리그
- KBO 리그
- KBO 퓨처스리그